# وین موندر
وین موندر (به انگلیسی: Alex Hafner) (زاده ۱۹ دسامبر ۱۹۳۷) بازیگر آمریکایی است.
از فیلم‌های معروف او می‌توان به بازی در مجموعه لنسر اشاره کرد.